# JAB Code

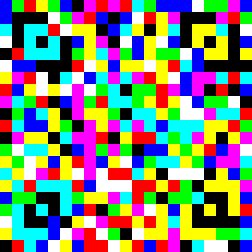
Exemple en 8 couleurs d'un JAB Code

JAB Code (Just Another Barcode, Juste un Autre Code-Barre) est un type de code-barres à deux dimensions en couleur composé de carrés colorés disposés en grilles carrées ou rectangulaires. Il a été développé par Fraunhofer Institute for Secure Information Technology (SIT).
La couleur ajoute une troisième dimension à la matrice 2D. Un JAB code peut contenir plus d'informations dans la même zone qu'un code bicolore (noir et blanc).
Avec quatre couleurs, JAB code double la quantité de données pouvant être stockées, avec huit couleurs le stockage triple.

## Standard
Le code utilise quatre ou huit couleurs. Les quatre couleurs de base (cyan, magenta, jaune et noir) sont les quatre couleurs primaires du système soustractif (CMJN, Quadrichromie) utilisé dans l'industrie pour l'impression couleur sur base blanche. Les quatre autres couleurs (bleu, rouge, vert et blanc) sont des couleurs secondaires du modèle CMJN et chacune provient d'un mélange égal d'une paire de couleurs de base.
Le code contient un symbole principal de repérage constitué de quatre motifs placés aux coins du symbole.
L'introduction de couleurs dans les codes-barres nécessite de résoudre des problèmes supplémentaires. Lors de la lecture du code, il apparait des distorsions chromatiques liées au capteur, à l'environnement (luminosité, température de couleur) et aux traitements de l'image. Afin de garantir l'adaptation aux distorsions chromatiques lors du scan, le JAB code utilise un motif de palette de couleurs. Cette palette de couleurs est censée être déformée de la même manière que les cellules de couleur de la région d'encodage.

## Utilisation
Il peut être utilisé pour signer numériquement des documents  imprimés (contrats, certificats, ordonnances médicales).
Le code-barre n'est pas soumis à licence et son fonctionnement est normalisé ISO/IEC sous la référence ISO/IEC 23634:2022.